# Isodontia cyanipennis
Isodontia cyanipennis är en biart som först beskrevs av Fabricius 1793.  Isodontia cyanipennis ingår i släktet Isodontia och familjen grävsteklar. Inga underarter finns listade i Catalogue of Life.